# Palaemonetes africanus
Palaemonetes africanus is een garnalensoort uit de familie van de Palaemonidae. De wetenschappelijke naam van de soort is voor het eerst geldig gepubliceerd in 1916 door Balss.